# Louriniidae
Louriniidae é uma família de crustáceos da ordem Harpacticoida.